# 杜芳 (永樂進士)
杜芳，山西翼城縣人，明朝政治人物。

## 生平
永樂元年（1403年）中式山西鄉試舉人。永樂二年（1404年）聯捷甲申科進士，授唐縣知縣。

## 家族
子杜翺，充天順二年貢，除東平州儒學訓導。